# MageSlayer
MageSlayer est un jeu vidéo d’action développé par Raven Software et publié par GT Interactive le 30 septembre 1997 sur Windows. Le jeu se déroule dans un univers médiéval-fantastique dans lequel trois factions – les mages, les mageslayers et les lorethanes – se disputent le contrôle de météorites radioactives pouvant être exploiter pour acquérir de puissants pouvoirs. Un millénaire après la guerre ayant permis aux mageslayers de l’emporter face aux mages, un mageslayer dont le clan a été détruit lors de cette guerre cherche à se venger en utilisant de puissants artefacts tirés des météorites. Le joueur incarne un des mageslayers chargé de récupérer ces artefacts afin de vaincre le mal. Le jeu se déroule dans un environnement en trois dimensions que le joueur observe en vue du dessus. Quatre classes de personnages sont disponibles dans le jeu, chacune disposant de sorts et de compétences différentes. 

## Accueil
| MageSlayer |      |       |
| Média      | Pays | Notes |
| GameSpot   | FR   | 72%   |
| Gen4       | FR   | 2/5   |
| Joystick   | FR   | 70 %  |
| PC Jeux    | FR   | 84 %  |